# Sailly (Yvelines)
Pour les articles homonymes, voir Sailly.
Sailly est une commune du département des Yvelines, dans la région Île-de-France, en France, située à 18 km environ au nord-est de Mantes-la-Jolie et à 9 km au nord-ouest de Meulan-en-Yvelines.
Sailly se trouve dans le périmètre du parc naturel régional du Vexin français.

## Géographie

### Situation
Située dans le nord du département des Yvelines, à la limite du Val-d'Oise, dans la vallée de la Montcient, Sailly est une commune rurale, au territoire vallonné et en partie boisé.

### Communes voisines
Elle est limitrophe d'Aincourt (Val-d'Oise) au nord, de Lainville-en-Vexin au nord-est, de Brueil-en-Vexin au sud-est, de Fontenay-Saint-Père au sud-ouest et de Drocourt au nord-ouest.

### Transports et voies de communications
À l'écart des grands axes, la commune est reliée par des voies départementales aux communes voisines dont la route départementale 913 qui relie Hardricourt à l'est à Fontenay-Saint-Père à l'est et la route départementale 913 qui mène vers Aincourt au nord dans le Val-d'Oise.

### Climat
Pour des articles plus généraux, voir Climat de l'Île-de-France et Climat des Yvelines.
En 2010, le climat de la commune est de type climat océanique dégradé des plaines du Centre et du Nord, selon une étude du CNRS s'appuyant sur une série de données couvrant la période 1971-2000. En 2020, Météo-France publie une typologie des climats de la France métropolitaine dans laquelle la commune est exposée à un climat océanique et est dans la région climatique Sud-ouest du bassin Parisien, caractérisée par une faible pluviométrie, notamment au printemps (120 à 150 mm) et un hiver froid (3,5 °C).
Pour la période 1971-2000, la température annuelle moyenne est de 10,8 °C, avec une amplitude thermique annuelle de 14,5 °C. Le cumul annuel moyen de précipitations est de 706 mm, avec 11,8 jours de précipitations en janvier et 8,3 jours en juillet. Pour la période 1991-2020, la température moyenne annuelle observée sur la station météorologique la plus proche, située sur la commune de Magnanville à 12 km à vol d'oiseau, est de 11,6 °C et le cumul annuel moyen de précipitations est de 641,5 mm,. Pour l'avenir, les paramètres climatiques de la commune estimés pour 2050 selon différents scénarios d'émission de gaz à effet de serre sont consultables sur un site dédié publié par Météo-France en novembre 2022.

## Urbanisme

### Typologie
Au 1er janvier 2024, Sailly est catégorisée commune rurale à habitat dispersé, selon la nouvelle grille communale de densité à sept niveaux définie par l'Insee en 2022.
Elle est située hors unité urbaine. Par ailleurs la commune fait partie de l'aire d'attraction de Paris, dont elle est une commune de la couronne,. Cette aire regroupe 1 929 communes,.

### Occupation des solssimplifiée
Le territoire de la commune se compose en 2017 de 79,91 % d'espaces agricoles, forestiers et naturels, 15,89 % d'espaces ouverts artificialisés et 4,2 % d'espaces construits artificialisés.

## Toponymie
Le nom de la localité est mentionné sous les formes Saliac et Salice entre 816 et 872, Salli vers 1175, Salliacum vers 1178, Salleio en 1199, Salleium en 1225, Sailli en 1411, Sailly depuis 1450 à nos jours.
Il s’agit d’une formation toponymique gauloise ou gallo-romaine en -acum, suffixe de localisation et de propriété, basé sur un nom de personne gaulois ou gallo-romain : Salius, Sallius ou sur Sagillius.
Ses habitants sont appelés les Saulois, par étymologie erronée d’après le mot saule.

## Histoire
- Site occupé depuis la préhistoire. On y a notamment retrouvé des outils en silex taillé du type « moustérien ».
- L’établissement du village remonte à la plus haute antiquité ; en effet, l’abbé Expilly, en 1762, dans son pouillé, dit que dans le district de Sailly, au sommet d’une petite colline, on a découvert il y a environ 10 ans, c'est-à-dire vers 1758, une grande quantité de tombes de pierres creusées toutes d’une pièce, de même la couverture qui est faite en dôme. Elles ont chacune 4 à 6 pouces d’épaisseur, et quelques-unes de plus d’un pied et demi. On a trouvé dans plusieurs des ossements presque réduits en poudre et dans d’autres des restes d’armes, des monnaies échappées à la rouille. Quelques-unes de ces tombes sont vides. Ces sépultures gallo-romaines nous prouvent donc que Sailly existait du temps de l’occupation de la Gaule par les Romains[12].
- L’érection du village en paroisse remonte au XIe siècle (Le prieuré existait en 1070, l’église de Sailly a été donnée aux moines, avec oblations, dîmes et 3 arpents de terre, donation confirmée en 1167[12].
- Au début du XIIe siècle, fondation du prieuré de Montcient-Fontaine par l'ordre de Grandmont. Il fut abandonné par les religieux à la fin du XVIIe siècle.
- Dès la fin du XIIe siècle, l’abbaye de la Croix a des droits sur les églises de Sailly et Brueil. Le polyptyque du diocèse de Rouen fait connaître que l’église de Sailly était dédiée à saint Sulpice, qu’elle valait 12 livres de revenu annuel, que le patron était l’abbé de la Croix de Saint-Leuffroy et que ce fut sur sa présentation que l’archevêque de Rouen Eudes Rigaud (évêque entre mai 1248 et le 2 juillet 1275) reçut le curé Guillaume[12].
- Jusqu’à la Révolution, l’abbaye de la Croix conserva les droits sur l’église de Sailly[12].

## Politique et administration

### Liste des maires
| Période                                  | Période  | Identité         | Étiquette | Qualité                       |
| ---------------------------------------- | -------- | ---------------- | --------- | ----------------------------- |
| Les données manquantes sont à compléter. |          |                  |           |                               |
| mars 1983                                | 1989     | Pierre Beguin    |           | Agriculteur                   |
| mars 1989                                | 2001     | Sabine Cournault |           | Professeur agrégé de français |
| mars 2001                                | En cours | Gérard Béguin,   |           | Agriculteur                   |

### Instances administratives et judiciaires
La commune de Sailly appartient au canton de Limay et est rattachée à la communauté urbaine Grand Paris Seine et Oise.
Sur le plan électoral, la commune est rattachée à la huitième circonscription des Yvelines, circonscription à dominante mi-rurale, mi-urbaine du nord-ouest des Yvelines centrée autour de la ville de Mantes-la-Jolie.
Sur le plan judiciaire, Sailly fait partie de la juridiction d’instance de Mantes-la-Jolie et, comme toutes les communes des Yvelines, dépend du tribunal de grande instance ainsi que de tribunal de commerce sis à Versailles,.

## Population et société

### Démographie

#### Évolution démographique
En 1728, il y avait dans cette paroisse 34 feux et 114 habitants. La cure est à la collation de l’abbé de la Croix de Saint-Leuffroy et messire de Sailly en est le seigneur, il y a aussi un prieuré simple qui est à la même collation (manuscrit des archives de Pontoise).
En 1759, la paroisse et le château (domaine de M. le marquis de Crux) sont du diocèse de Rouen. Le village a 50 feux. Le patron est saint Sulpice, Le seigneur est M. de Berval cy-devant écuyer de feue son Altesse Royale Mademoiselle du Maine. Le curé est M. Séhier. l’abbé de Saint-Leuffroy nomme à la cure et au prieuré simple situé dans cette paroisse.
L'évolution du nombre d'habitants est connue à travers les recensements de la population effectués dans la commune depuis 1793. Pour les communes de moins de 10 000 habitants, une enquête de recensement portant sur toute la population est réalisée tous les cinq ans, les populations de référence des années intermédiaires étant quant à elles estimées par interpolation ou extrapolation. Pour la commune, le premier recensement exhaustif entrant dans le cadre du nouveau dispositif a été réalisé en 2004.

En 2022, la commune comptait 335 habitants, en évolution de −13,66 % par rapport à 2016 (Yvelines : +2,72 %, France hors Mayotte : +2,11 %).
| 1793 | 1800 | 1806 | 1821 | 1831 | 1836 | 1841 | 1846 | 1851 |
| ---- | ---- | ---- | ---- | ---- | ---- | ---- | ---- | ---- |
| 174  | 144  | 157  | 160  | 169  | 176  | 182  | 183  | 191  |

| 1856 | 1861 | 1866 | 1872 | 1876 | 1881 | 1886 | 1891 | 1896 |
| ---- | ---- | ---- | ---- | ---- | ---- | ---- | ---- | ---- |
| 198  | 215  | 199  | 183  | 183  | 154  | 176  | 176  | 151  |

| 1901 | 1906 | 1911 | 1921 | 1926 | 1931 | 1936 | 1946 | 1954 |
| ---- | ---- | ---- | ---- | ---- | ---- | ---- | ---- | ---- |
| 153  | 176  | 155  | 132  | 168  | 140  | 145  | 107  | 134  |

| 1962 | 1968 | 1975 | 1982 | 1990 | 1999 | 2004 | 2006 | 2009 |
| ---- | ---- | ---- | ---- | ---- | ---- | ---- | ---- | ---- |
| 152  | 177  | 134  | 160  | 334  | 349  | 374  | 370  | 376  |

| 2014 | 2019 | 2022 | - | - | - | - | - | - |
| ---- | ---- | ---- | - | - | - | - | - | - |
| 382  | 357  | 335  | - | - | - | - | - | - |

#### Pyramide des âges
En 2018, le taux de personnes d'un âge inférieur à 30 ans s'élève à 31,1 %, soit en dessous de la moyenne départementale (38 %). À l'inverse, le taux de personnes d'âge supérieur à 60 ans est de 24,1 % la même année, alors qu'il est de 21,7 % au niveau départemental.
En 2018, la commune comptait 193 hommes pour 174 femmes, soit un taux de 52,59 % d'hommes, largement supérieur au taux départemental (48,68 %).
Les pyramides des âges de la commune et du département s'établissent comme suit.
| Hommes | Classe d’âge | Femmes |
| ------ | ------------ | ------ |
| 0,0    | 90 ou +      | 0,0    |
| 2,1    | 75-89 ans    | 4,7    |
| 21,3   | 60-74 ans    | 20,1   |
| 23,9   | 45-59 ans    | 27,2   |
| 18,6   | 30-44 ans    | 20,1   |
| 18,1   | 15-29 ans    | 9,5    |
| 16,0   | 0-14 ans     | 18,3   |

| Hommes | Classe d’âge | Femmes |
| ------ | ------------ | ------ |
| 0,6    | 90 ou +      | 1,4    |
| 6      | 75-89 ans    | 7,8    |
| 13,5   | 60-74 ans    | 14,8   |
| 20,7   | 45-59 ans    | 20,1   |
| 19,6   | 30-44 ans    | 19,9   |
| 18,5   | 15-29 ans    | 16,8   |
| 21,2   | 0-14 ans     | 19,2   |

## Culture locale et patrimoine

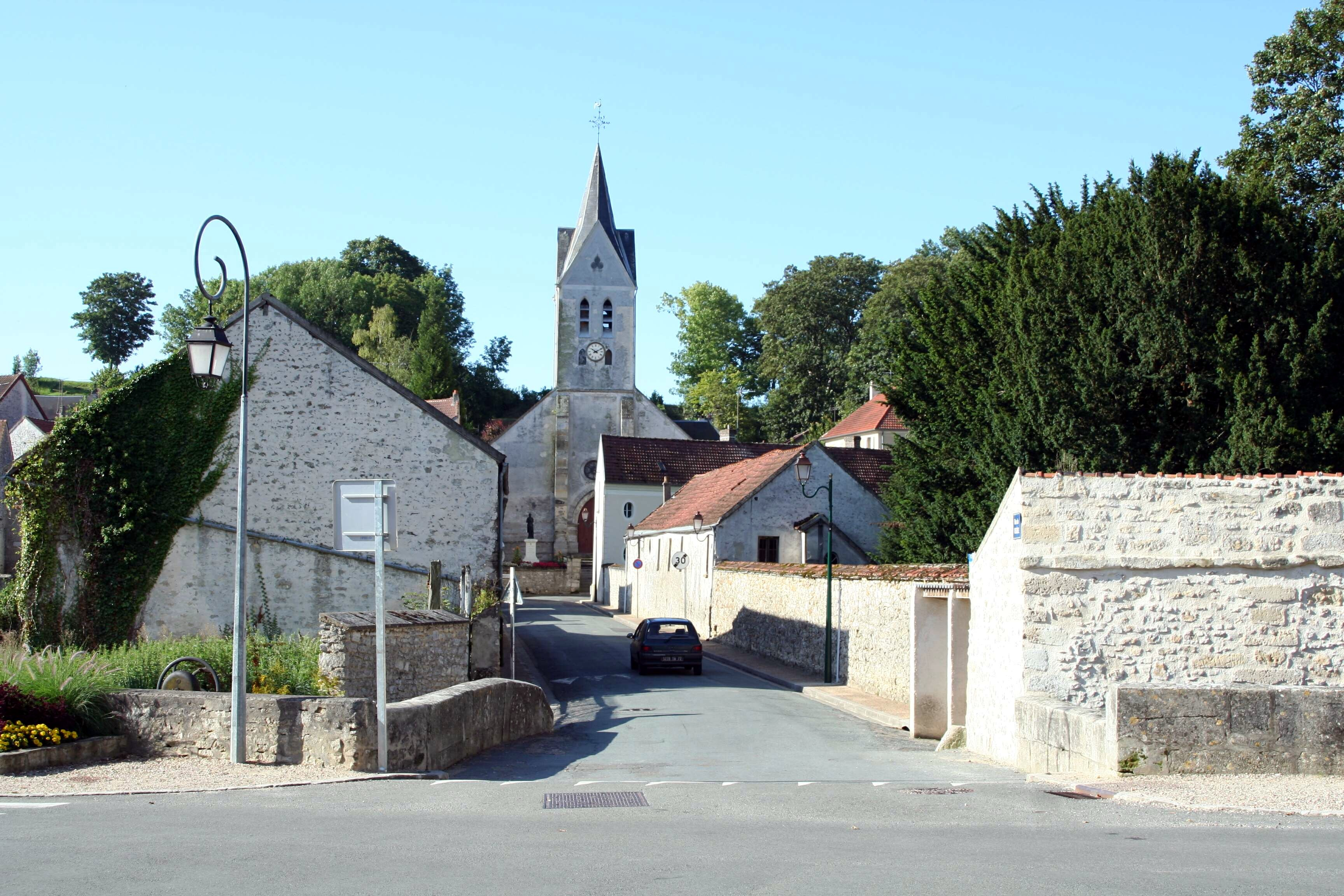
Rue de l'Église.

### Lieux et monuments
- Église Saint-Sulpice - une plaque dans l'église mentionne :

"Cette église commencée le [...] août 1854 et terminée à pareille époque 1856 fut construite par messire Armand Charles marquis de Sailly possesseur du château et du domaine de ce nom à ses frais et sur son terrain et par dame Elisabeth Charlotte Hüe de Caligny marquise de Sailly son épouse sous la direction du sieur Mathieu Claude Choppard son régisseur et maire de cette commune qui en a été l'architecte. Elle a été bénite par monseigneur Gros, évêque de Versailles le 25 septembre 1855. E herve fecit."
Curés de Sailly
Le premier connu de tous est maître Pierre de Bussy. Il se représenter par son vicaire, messire Guillaume Jean, aux Etats convoqués par le roi Henri III en octobre 1556, pour la rédaction des coutumes de Mantes et de Meulan. Sailly était à cette époque du diocèse de Rouen et de l’archidiaconat de Pontoise. En 1609, Michel du Guast est curé de Sailly,  1650 Jean Morennes est curé de Sailly.  Il est remplacé par M. Blondel en 1671. M. Camille apparaît comme curé en 1672. Messire Regnard est curé de Sailly avant 1675 et jusqu’en 1679. Il fut enterré dans l’église de Sailly (NDLR : l’ancienne église). En 1679, Louis Maillard le remplace à la cure de Sailly. Il y reste peu de temps puisque le 1er janvier 1680 Alexandre Ploger le remplace. Il n’est plus curé en 1695 mais dut rester à Sailly puisqu’il y est inhumé dans le chœur de l’église le 16 février 1697, en présence de messire Georges de Boitheauville, curé de Lainville, de Nicolas Maillot, curé d’Eyncourt, de Nicolas Langdoue, prêtre curé de Montalet et de messire Louis Blondin, aussi prêtre vicaire de Brueil. L’acte d’inhumation est signé Havard, curé de Sailly. L’abbé Havard avait remplacé l’abbé Ploger le 28 novembre 1695. Il paraît avoir été souvent absent ou malade. En mars 1697, l’abbé Lévêque dessert la paroisse et signe Lévèque, vicaire de Sailly. L’année suivante, il est remplacé par le vicaire Blin. (V 1698 – 1700 : Dom Guillaume Vedeau de Grammont, prêtre, religieux de Gassicourt et prieur de Sailly) En 1700, l’abbé de Jolibois est curé de Sailly. 1705 Charles de Callais (cité dans l’histoire du Prieuré GrandMontain de Montcient-Fontaine) En 1706, messire Charles de Calais, prêtre, curé de Saint-Sulpice de Sailly, malade et infirme, est forcé de se faire remplacer par le curé de Saint-Cyr. Il meurt le 24 septembre 1710 et est inhumé dans le chœur de l’église.Il est remplacé par F. Augay qui y paraît encore en 1717. Celui-ci paraît avoir pour successeur messire Hiérosme Guillot, maître es arts en l’Université de Paris, qui meurt le 16 août 1728 et est inhumé, comme nombre de ses prédécesseurs, dans le chœur de l’église Saint-Sulpice de Sailly. Enfin arrive un curé qui mérite un souvenir tout particulier ; l’abbé Jacques Sehier resta cinquante-quatre ans curé de Sailly. Il arrive à la mort de l’abbé Guillot et exerce la charge de curé de Sailly jusqu’en 1782. Vieux et infirme, il résigne la charge de curé mais continue à remplir les fonctions en signant les actes « J. Sehier, ancien curé de Sailly pendant ce demi-siècle. Au début, les signatures du curé sont fermes et vigoureusement tracées. Elles changent avec l’âge, et les dernières sont visiblement tracées d’une main tremblante et épuisée. Il ne fut cependant pas enterré dans le chœur de l’église comme ses prédécesseurs, mais dans le cimetière. Voici son acte d’inhumation : « L’an 1783, le 27 octobre, a été inhumé dans le cimetière de Sailly par nous, Henri Cauchois, curé de Frémicourt, le corps de Messire Jacques Sehier, ancien curé de cette paroisse, décédé du jour précédent, muni des sacrements, agé d’environ quatre-vint cinq ans, après avoir gouverné avec zèle, vigilance et édification ladite paroisse de Sailly pendant près de cinquante-quatre ans environ. Et ont assisté à son inhumation les curés et vicaires circonvoisins soussignés et en présence de Mathias Hallavant et Marin Hallavant, marguilliers en charge et autres habitants qui ont signés avec nous le présent acte. – Prévot, curé de Drocourt, Moutier, curé de Lainville ; Guérin, curé de Brueil ; Le Maître, curé de Jambville ; J.-Ph. Brosuclaude, curé de Montalet ; Gassalses, curé de Villers ; Dumont, vicaire d’Yncourt, du Souchet, curé de St-Cyr ; Lemonnier, curé de Guitrancourt ; Ramis, curé de Guiry ; L. Le Blanc, curé d’Oinville ; L.-A. Le Blanc, curé de Sailly ; Duval, vicaire de Guitrancourt ; Duchêne vicaire de Gargenville ; Marin Hallavant, Mathias Hallavant, Le Cauchois, curé de Frémicourt. C’est du temps de l’abbé Sehier que le prieuré de Sailly fut supprimé, et ses biens partagés entre les curés de Sailly et de Brueil. Son successeur, l’abbé Augustin-Jean-Léonard Blanc, ne devait pas jouir longtemps de cet accroissement de revenus. Il vit leur suppression totale et eût la douleur de voir son église dévastée, pillée et aux trois quarts détruite pendant la tourmente révolutionnaire. Il mourut en 1815 après avoir vu sa paroisse se rattacher au diocèse de Versailles lorsque celui-ci fut créé. L’abbé Desmarest (NDLR : curé de Sailly et Brueil) lui succède et meurt le 15 avril 1825. L’ abbé Cagnoly en 1827. L’ abbé Grascoeur en 1831, L’ abbé Rivière en 1839. L’ abbé Petitbon en 1853, Il était frère du curé de Brueil. L’abbé Poïffait était curé en 1855. A cette date, il vit édifier une nouvelle église, l’ancienne, d’ailleurs trop exigüe, tombant en ruine. Le marquis de Sailly, dernier représentant de l’antique famille de Sailly, voyant son nom s’éteindre avec lui, voulut laisser un dernier bienfait aux habitants de Sailly. Il construisit, de son argent et sur son terrain, une église et un presbytère qu’il donna à la commune de Sailly, en réservant simplement à ses héritiers la propriété de la chapelle Saint-Charles, dans l’église de Sailly, où il dort son dernier sommeil. L’abbé Poïffait resta vingt ans environ curé de Sailly, puis devint doyen de Bonnières et curé de Chaville. Ce fut lui qui donna les premières notions de musique à M. Joye, le dévoué organiste qui accompagne aujourd’hui à l’harmonium les offices religieux. A l’abbé Poïffait succéda l’abbé Guillot qui fut remplacé par l’abbé Nouette en 1877 puis par l’abbé Hautefeuille en 1878, mort en 1932. Cet excellent prêtre fut toujours un sujet de grande édification pour ses paroissiens et leur laisse un souvenir qui n’est pas proche de s’éteindre. Il fut remplacé par l’abbé Guisenet ; celui-ci resta à Sailly de 1889 à 1898. Il vivait en solitaire dans son presbytère. L’abbé Driot lui succéda. Cet excellent orateur fut curé de Sailly de 1898 à 1905. En 1905 arriva à Sailly un jeune prêtre, l’abbé Albert Renault, qui resta jusqu’en 1926. Pendant toute la durée de son séjour à Sailly, il fit paraître un bulletin paroissial qui peut être considéré comme un modèle. Son successeur, l’abbé Charles Risse, fut curé de 1927 à 1930. Il a laissé le souvenir d’un excellent orateur et d’un chanteur à la voix admirable. Il quitta la paroisse de Sailly pour celle des Clayes, près Versailles. Il fut remplacé par l’abbé Fidèle Constant, jeune prêtre belge venu en France en 1914.et qui fit ses études au petit et au grand séminaire de Versailles. L’abbé Constant fut nommé curé de Fontenay-en-Paris et remplacé par l’abbé Raymond Noël, ancien vicaire du groupement de Septeuil, Vert, Villette, Rosay, Boinvilliers, Flacourt, Saint-Martin des Champs, Courgent et Mulcent, installé le dimanche 24 septembre 1933.
1936 : L’abbé Georges Boyer ; 1948 : L’ abbé L. Duchêne ; 1954 : l’abbé Marc Belomme ; 1956 : L’abbé Marc Belvaux curé administrateur ; 1957-1963 : L’abbé Guillaume Boyer curé de Drocourt et François Charles (vicaire) puis abbé Serain vicaire en 1960 ; 1963 1978 : L’abbé Guillaume Boummans curé d’Aincourt desservant Sailly ; 1978 : rattachement à Fontenay : L’abbé Adrien Van Hoff (curé de Fontenay depuis 1973) ; 1985-2002 : Le Père Roland Grapinet, curé de Fontenay-Saint-Père.
- Prieuré de Montcient-Fontaine : il s'agit de vestiges, restaurés en 1897, d'un ancien prieuré fondé au XIIe siècle et vendu comme bien national en 1791. Il subsiste notamment une salle capitulaire à voûte ogivale. Il est actuellement occupé (depuis 1961) par le golf du prieuré.
- Château de Sailly : construction du XVIIe siècle en fond de vallon, remaniée en 1846.
- Pigeonnier du XVIIIe siècle à la ferme du Colombier.

## Économie
- Agriculture (céréales, prairies, vergers).
- Golf du prieuré à 2 km au nord du village.